# Palladiusz (patriarcha Antiochii)
Palladiusz – 34. patriarcha Antiochii; sprawował urząd w latach 488–498.